# Jacob Rauscher
Jacob Rauscher (Pirmasens, 9 december 1771 – Amsterdam, 7 januari 1834) was een Nederlands componist, militaire kapelmeester en klarinettist van Duitse afkomst.

## Levensloop
Rauscher was zoon van een militaire muziekmeester en instrumentenbouwer uit Pirmasens. Hij trad 1793, toen hij bijna 22 jaar was, te Maastricht als muzikant in Nederlandse dienst. In 1807 werd hij aangezocht om kapelmeester bij het te Delft op te richten muziekkorps van het Regiment Garde Jagers te worden. Tijdens de onderhandelingen hierover werd hij bij de Koninklijke Kapel geplaatst en kwam zo 1808 in Amsterdam. Daar verliet hij de krijgsdienst en verbond zich aan de Hollandse Stad-Schouwburg. In 1815 werd hij kapelmeester van het muziekkorps der dienstdoende schutterij.
In 1804 was hij, op voordracht van generaal J.F. Dumonceau door het ministerie uitgenodigd eene nieuwe dienst voor de tamboers en pijpers te vormen. In 1814 werd hem opgedragen het vervaardigen van marsen voor tamboers en pijpers bij de infanterie, van de signalen voor hoornblazers bij de bataljons Jagers en van de signalen voor trompetters van de Kavallerie. Het resultaat van zijn werken, "Marschen en signalen voor de Tamboers en Pijpers van de Nederlandsche Armeé", "Marschen en signalen voor de Halvemaanblazers van de Bataljons Jagers van de Nederlandsche Armée" en "Signalen voor de trompetters van de Hollandsche Kavallery" werden in 1815 bij F.J. Weygand publiceert. Enkele van deze marsen en signalen worden heden ten dage nog gespeeld door de tamboers en pijpers van de Koninklijke Marine, zoals de "Reveille" en het "Gewapend Appèl". De "Taptoe" van de Halvemaanblazers wordt nog altijd gespeeld door een trompetter op 4 mei tijdens de Dodenherdenking. De "Mars voor de Gewone Pas nr. 1" werd opgenomen in het repertoire van het Duitse leger (Heeresmusikmarsche) als "Holländischer Ehrenmarsch" HM I, nr. 60.

## Composities

### Werken voor harmonie- en fanfareorkest
- 1834 Eremars der Koninklijke Marine
- Fanfare, voor koperblazers en slagwerk
- Treurmuzijk, voor harmonieorkest, op. 68

### Marsen voor pijpers en tamboeren
- 1815 Zes Marsen voor de gezwinde pas, voor tamboers en pijpers[2][3]
- Drie Marsen voor de gewone pas, voor tamboers en pijpers
- Wilhelmus, voor tamboers en pijpers, een bewerking van de 'Prinsenmars' uit de 18e eeuw
- Signalen Reveille, Appèl, Gewapend Appèl, Proclamatie, Water Halen, Taptoe, Dodenmars, etc., voor tamboers en pijpers
- Eric Hoeprich: The clarinet, Yale University Press, 2008. 395 p., ISBN 978-0-300-10282-6
- Nicolle Klinkeberg: De Maatschappij Vooruitgang door Wetenschap. Een schets van een genootschap en zijn muzikale activiteiten in de vroege negentiende eeuw in: Tijdschrift van de Koninklijke Vereniging voor Nederlandse Muziekgeschiedenis, D. 48ste, Afl. 1ste (1998), pp. 51–69
- D. van Heuvel: Jacob Rauscher: een beknopte biografie en werkenlijst, Doetinchem, 1997.
- Jozef Robijns, Miep Zijlstra: Algemene muziek encyclopedie, Haarlem: De Haan, 1979-1984, ISBN 978-90-228-4930-9
- Karl Gustav Fellerer: Musikbeziehungen zwischen den nördlichen Niederlanden und dem Reich im 18. Jahrhundert, in: Tijdschrift van de Vereniging voor Nederlandse Muziekgeschiedenis, D. 30ste, Afl. 1ste (1980), pp. 51–69
- Pamela Weston: More clarinet virtuosi of the past, London: Pamela Weston, 1977, 392 p., ISBN 978-0-950-62591-1
- Joachim Toeche-Mittler: Armeemärsche, 1. Teil - Eine historische Plauderei zwischen Regimentsmusiken und Trompeterkorps rund um die deutsche Marschmusik, 2. Auflage, Neckargmünd, Kurt Vowinckel Verlag, 213 S.
- Joachim Toeche-Mittler: Armeemärsche, 2. Teil - Sammlung und Dokumentation, 2. Auflage, Neckargmünd, Kurt Vowinckel Verlag, 1977, 161 S.
- Joachim Toeche-Mittler: Armeemärsche, 3. Teil - die Geschichte unserer Marschmusik, 2. Auflage, Neckargmünd, Kurt Vowinckel Verlag, 1977,
- Rocus van Yperen: De Nederlandse Militaire Muziek, Bussum: C.A.J. van Dishoeck, 1966. 143. p
- Paul Frank, Wilhelm Altmann: Kurzgefasstes Tonkünstler Lexikon : für Musiker und Freunde der Musik, Regensburg: Gustave Bosse, 1936, 730 p.